# لوتسیه بنه‌شوا
لوتسیه بنه‌شوا (چکی: Lucie Benešová؛ زادهٔ ۱۷ اوت ۱۹۷۴) بازیگر اهل جمهوری چک است. وی از سال ۲۰۰۵ میلادی تاکنون مشغول فعالیت بوده‌است.
از فیلم‌ها یا مجموعه‌های تلویزیونی که وی در آن‌ها نقش داشته است، می‌توان به خیابان اشاره نمود.